# Nora Zaïr
Pour les articles homonymes, voir Zaïr.
 (mai 2025).
Motif : hors critères de notoriété pour la photographie
- Archive Wikiwix
- Bing
- Cairn
- DuckDuckGo
- E. Universalis
- Gallica
- Google
- G. Books
- G. News
- G. Scholar
- Persée
- Qwant
- (zh) Baidu
- (ru) Yandex
- (wd) trouver des œuvres sur Wikidata

| 1. | Préciser le motif de la pose du bandeau. | Précisez le motif de la pose du bandeau en utilisant la syntaxe suivante : {{admissibilité à vérifier\|date=juin 2025\|motif=remplacez ce texte par le motif}}                 |
| 2. | Informer les utilisateurs concernés.     | Pensez à avertir le créateur de l'article, par exemple, en insérant le code ci-dessous sur sa page de discussion : {{subst:avertissement admissibilité à vérifier\|Nora Zaïr}} |

 (mai 2025).
 (mai 2025).
La mise en forme du texte ne suit pas les recommandations de Wikipédia : il faut le « wikifier ».
Les points d'amélioration suivants sont les cas les plus fréquents. Le détail des points à revoir est peut-être précisé sur la page de discussion.
- Les titres sont pré-formatés par le logiciel. Ils ne sont ni en capitales, ni en gras.
- Le texte ne doit pas être écrit en capitales (les noms de famille non plus), ni en gras, ni en italique, ni en « petit »…
- Le gras n'est utilisé que pour surligner le titre de l'article dans l'introduction, une seule fois.
- L'italique est rarement utilisé : mots en langue étrangère, titres d'œuvres, noms de bateaux, etc.
- Les citations ne sont pas en italique mais en corps de texte normal. Elles sont entourées par des guillemets français : « et ».
- Les listes à puces sont à éviter, des paragraphes rédigés étant largement préférés. Les tableaux sont à réserver à la présentation de données structurées (résultats, etc.).
- Les appels de note de bas de page (petits chiffres en exposant, introduits par l'outil «  Source ») sont à placer entre la fin de phrase et le point final[comme ça].
- Les liens internes (vers d'autres articles de Wikipédia) sont à choisir avec parcimonie. Créez des liens vers des articles approfondissant le sujet. Les termes génériques sans rapport avec le sujet sont à éviter, ainsi que les répétitions de liens vers un même terme.
- Les liens externes sont à placer uniquement dans une section « Liens externes », à la fin de l'article. Ces liens sont à choisir avec parcimonie suivant les règles définies. Si un lien sert de source à l'article, son insertion dans le texte est à faire par les notes de bas de page.
- La présentation des références doit suivre les conventions bibliographiques. Il est recommandé d'utiliser les modèles {{Ouvrage}}, {{Chapitre}}, {{Article}}, {{Lien web}} et/ou {{Bibliographie}}. Le mode d'édition visuel peut mettre en forme automatiquement les références.
- Insérer une infobox (cadre d'informations à droite) n'est pas obligatoire pour parachever la mise en page.

Pour une aide détaillée, merci de consulter Aide:Wikification.
Si vous pensez que ces points ont été résolus, vous pouvez retirer ce bandeau et améliorer la mise en forme d'un autre article.
 (mai 2025).
Nora Zaïr est une artiste photographe, formatrice en photographie et ingénieure en hydraulique de formation, née à Oran en Algérie.

## Biographie
Nora Zaïr découvre l'infographie qu'elle trouve passionnante et qui devient dans un premier temps son activité principale. C'est à la suite du cadeau d'un appareil photo numérique offert par une amie qu'elle s'oriente vers la photographie.
En 2012, elle suit une formation avec le photojournaliste algérien Hamid Aouragh. Elle fait ses premiers pas dans la photographie à Oran, en participant aux activités de l'ISOClub et aux « Samedis de la photo » organisés par l'Institut français d'Oran. Elle bénéficie également de formations avec des photographes français lors des Journées de la photo.
Elle poursuit sa formation en photojournalisme à Alger lors des stages NECFA en 2014 et 2016. Elle se perfectionne par la suite auprès de photographes reconnus tels que Fayçal Rezkallah, Omar Radoui, Abdou Shenan et Hocine Zaourar,.
Elle enrichit sa pratique grâce aux rencontres avec de grands photographes tels qu'Ulrich Lebeuf, Reza Deghati et Ferhat Bouda lors des Journées de la photo à Oran, un festival annuel consacré à la photographie.
Elle fait partie de la jeune génération de photographes algériens qui se sont fait connaître en diffusant leur travail sur les réseaux sociaux.

## Expositions personnelles
Depuis 2012, elle expose régulièrement avec ISOClub, un club oranais de photographie, dans divers événements organisés par des associations et l'Institut français d'Oran.
- 2015  Regard sur la ville - Oran
- 20 février 2015, 10 photos exposé à l'APC d'Oran pour célébrer la journée de la ville.
- 5 mars 2015 Exposition « vos paroles nous blessent » avec ISOClub et à l'institut français Oran.  Sur la violence verbale envers les enfants handicapés.
- 2 avril 2015 Salon du tourisme (hôtel le méridien)
- 10 décembre 2015, Une image, une histoire, une mémoire  Oran[4].
- Journées de la photo février 2016 expo « Aami Moussa » à la galerie de l'institut français d'Oran.
- 05 Octobre 2016 Regards croisés Strasbourg-Oran[5].
- Mars 2017 exposition « Regards croisés Oran – Strasbourg » à l'Institut Français d'Oran.
- 19 mars 2017 Les «réflexions féminines»[6],[1].
- Juillet 2017 Exposition (vers un monde réinventé) à la  4ème Biennale Méditerranéenne d'Art Contemporain d'Oran au Musée d'Art moderne et contemporain[7].
- Décembre 2017 exposition « D'ici mais d'ailleurs » en expo collectif (Dialogue entre les deux rives) au Festival Strasbourg Méditerranée.
- Mars 2018 exposition « Rahil » au Festival Strasbourg Art Photography[8].
- expo les métiers en voie de disparition - septembre 2018[9]

## Prix
- 8 mars 2015 : 2ème prix au Salon de la photo féminine avec la maison de culture de la wilaya de Mostaganem.